# بر الیاس
بر الیاس یک منطقهٔ مسکونی در لبنان است که در استان بقاع واقع شده‌است.

## خصوصیات
بر الیاس ۷ کیلومترمربع مساحت و ۴۰٬۰۰۰ نفر جمعیت دارد.